# Liste der Kulturdenkmäler in Grebenau
Die folgende Liste enthält die in der Denkmaltopographie ausgewiesenen Kulturdenkmäler auf dem Gebiet  der Gemeinde Grebenau, Vogelsbergkreis, Hessen.
Hinweis: Die Reihenfolge der Denkmäler in dieser Liste orientiert sich zunächst an Ortsteilen und anschließend der Anschrift, alternativ ist sie auch nach der Bezeichnung, der vom Landesamt für Denkmalpflege vergebenen Nummer oder der Bauzeit sortierbar.
Kulturdenkmäler werden fortlaufend im Denkmalverzeichnis des Landes Hessen durch das Landesamt für Denkmalpflege Hessen auf Basis des Hessischen Denkmalschutzgesetzes (HDSchG) geführt. Die Schutzwürdigkeit eines Kulturdenkmals hängt nicht von der Eintragung in das Denkmalverzeichnis des Landes Hessen oder der Veröffentlichung in der Denkmaltopographie ab.

Die bisher bekannten Bau- und Kunstdenkmäler hat das Landesamt für Denkmalpflege Hessen in sogenannten Arbeitslisten erfasst. Den Arbeitslisten liegen Erkenntnisse aus Akten, Ortsbegehungen und Denkmalinventaren, jedoch keine neuere systematische Forschung, zugrunde. Die Benehmensherstellung mit der Gemeinde gemäß § 11 Abs. 1 HDSchG ist noch nicht erfolgt.
Das Vorhandensein oder Fehlen eines Objekts in dieser Liste ist keine rechtsverbindliche Auskunft darüber, ob es Kulturdenkmal ist oder nicht: Diese Liste entspricht möglicherweise nicht dem aktuellen Stand der offiziellen Denkmaltopographie. Diese ist für Hessen in den entsprechenden Bänden der Denkmaltopographie Bundesrepublik Deutschland und im Internet unter DenkXweb – Kulturdenkmäler in Hessen einsehbar. Auch diese Quellen sind, obwohl sie durch das Landesamt für Denkmalpflege Hessen aktualisiert werden, nicht immer aktuell, da es im Denkmalbestand immer wieder Änderungen gibt.
Eine verbindliche Auskunft erteilt allein das Landesamt für Denkmalpflege Hessen.
Nutze diese Kartenansicht, um Koordinaten in der Liste zu setzen. In dieser Kartenansicht sind Kulturdenkmale ohne Koordinaten mit einem roten bzw. orangen Marker dargestellt und können in der Karte gesetzt werden. Kulturdenkmale ohne Bild sind mit einem blauen bzw. roten Marker gekennzeichnet, Kulturdenkmale mit Bild mit einem grünen bzw. orangen Marker.

## Kulturdenkmäler nach Ortsteilen

### Bieben
| Bild            | Bezeichnung                    | Lage                                                                            | Beschreibung | Bauzeit | Objekt-Nr. |
| --------------- | ------------------------------ | ------------------------------------------------------------------------------- | ------------ | ------- | ---------- |
| Bild gesucht BW | Ehemalige Klimpermühle         | An der Mühle 1 LageFlur: 1, Flurstück: 120/2                                    |              |         | 938725 DDB |
| Bild gesucht BW |                                | Brunnenstraße 4 LageFlur: 1, Flurstück: 2/1                                     |              |         | 938726 DDB |
| Bild gesucht BW | Viehwaage                      | Brunnenstraße 10 LageFlur: 1, Flurstück: 42/3                                   |              |         | 938727 DDB |
| Bild gesucht BW | Ehemaliges Gemeindehaus        | Herzbergweg 8 LageFlur: 1, Flurstück: 135/4                                     |              |         | 813828 DDB |
| Bild gesucht BW |                                | In der Ecke 2 LageFlur: 1, Flurstück: 27/1                                      |              |         | 813771 DDB |
| Bild gesucht BW |                                | Lingelbacher Straße 5A LageFlur: 1, Flurstück: 52/5                             |              |         | 938728 DDB |
| weitere Bilder  | Kirche und ehemalige Schule    | Lingelbacher Straße 6, Lingelbacher Straße 8 LageFlur: 1, Flurstück: 68/3, 68/4 |              |         | 813772 DDB |
| Bild gesucht BW |                                | Lingelbacher Straße 15 LageFlur: 1, Flurstück: 6/2                              |              |         | 813087 DDB |
| Bild gesucht BW |                                | Lingelbacher Straße 16 LageFlur: 1, Flurstück: 77/2                             |              |         | 813774 DDB |
| Bild gesucht BW |                                | Lingelbacher Straße 24 LageFlur: 1, Flurstück: 17                               |              |         | 813088 DDB |
| Bild gesucht BW |                                | Meckelbachweg 5 LageFlur: 1, Flurstück: 57/3                                    |              |         | 938729 DDB |
| Bild gesucht BW | Ehemaliges Jagdhaus            | Merlos 12 LageFlur: 8, Flurstück: 1                                             |              |         | 813801 DDB |
| Bild gesucht BW |                                | Merlos 13 LageFlur: 7, Flurstück: 2/1                                           |              |         | 813775 DDB |
| Bild gesucht BW | Ehemaliges Forsthaus           | Merlos 14 LageFlur: 8, Flurstück: 2/3                                           |              |         | 813776 DDB |
| Merlos 17       |                                | Merlos 17 LageFlur: 1, Flurstück: 22/1                                          |              |         | 813090 DDB |
| Bild gesucht BW | Friedhof mit Gefallenendenkmal | Reimenröder Straße LageFlur: 1, Flurstück: 14                                   |              |         | 813089 DDB |

### Eulersdorf
| Bild            | Bezeichnung                                               | Lage                                             | Beschreibung | Bauzeit | Objekt-Nr. |
| --------------- | --------------------------------------------------------- | ------------------------------------------------ | ------------ | ------- | ---------- |
| Bild gesucht BW |                                                           | Am Hang 1 LageFlur: 1, Flurstück: 19/1           |              |         | 813779 DDB |
| Bild gesucht BW | Ehemaliger Haltepunkt der Bahnstrecke Niederjossa–Alsfeld | Im Schilzgrund 24 LageFlur: 3, Flurstück: 28/5   |              |         | 813499 DDB |
| Bild gesucht BW | Evangelische Kirche                                       | Mühlstraße 1 LageFlur: 1, Flurstück: 32/1        |              |         | 813797 DDB |
| Bild gesucht BW |                                                           | Mühlstraße 2 LageFlur: 1, Flurstück: 43, 44/1    |              |         | 813778 DDB |
| Bild gesucht BW | Ehemalige Mühle                                           | Mühlstraße 4 LageFlur: 1, Flurstück: 41/2        |              |         | 813777 DDB |
| Bild gesucht BW |                                                           | Mühlstraße 5 LageFlur: 1, Flurstück: 39          |              |         | 813110 DDB |
| Bild gesucht BW |                                                           | Mühlstraße 9 LageFlur: 1, Flurstück: 14/2        |              |         | 813092 DDB |
| Bild gesucht BW |                                                           | Tannenwaldstraße 2 LageFlur: 3, Flurstück: 22/6  |              |         | 938730 DDB |
| Bild gesucht BW |                                                           | Tannenwaldstraße 13 LageFlur: 1, Flurstück: 29/1 |              |         | 813094 DDB |
| Bild gesucht BW |                                                           | Tannenwaldstraße 15 LageFlur: 1, Flurstück: 26/1 |              |         | 813095     |
| Bild gesucht BW |                                                           | Tannenwaldstraße 18 LageFlur: 1, Flurstück: 17/5 |              |         | 813780 DDB |

### Grebenau
| Bild                                  | Bezeichnung                                     | Lage                                                            | Beschreibung | Bauzeit | Objekt-Nr. |
| ------------------------------------- | ----------------------------------------------- | --------------------------------------------------------------- | ------------ | ------- | ---------- |
| Bild gesucht BW                       |                                                 | Alsfelder Warte 13 LageFlur: 1, Flurstück: 80/3                 |              |         | 813756 DDB |
| Bild gesucht BW                       |                                                 | Alsfelder Warte 16 LageFlur: 1, Flurstück: 91/10                |              |         | 813815 DDB |
| Bild gesucht BW                       |                                                 | Alsfelder Warte 19 LageFlur: 1, Flurstück: 84/7                 |              |         | 813084 DDB |
| Bild gesucht BW                       |                                                 | Alsfelder Warte 31 LageFlur: 1, Flurstück: 87/3                 |              |         | 813767 DDB |
| Bild gesucht BW                       |                                                 | Alsfelder Warte 35 LageFlur: 1, Flurstück: 26/1                 |              |         | 813844 DDB |
| Bild gesucht BW                       | Ehemalige Brehmmühle: Sachteil Fachwerkfassaden | Alsfelder Warte 40 LageFlur: 1, Flurstück: 7/2                  |              |         | 813077 DDB |
| Bild gesucht BW                       | Ehemaliges Forsthaus                            | Alsfelder Warte 43 LageFlur: 1, Flurstück: 35/2                 |              |         | 813757 DDB |
| Bild gesucht BW                       |                                                 | Am Berg 2 LageFlur: 1, Flurstück: 35/2                          |              |         | 938650 DDB |
| Bild gesucht BW                       |                                                 | Am Berg 16 LageFlur: 1, Flurstück: 51/1                         |              |         | 938651 DDB |
| Bild gesucht BW                       | Gefallenendenkmal                               | Am Berg 34 LageFlur: 1, Flurstück: 63/4                         |              |         | 813127 DDB |
| weitere Bilder                        | Ehemaliges Amtshaus und Brücke                  | Amthof 1 LageFlur: 1, Flurstück: 200/2                          |              |         | 813769 DDB |
| Ehemalige Schule                      | Ehemalige Schule                                | Amthof 2 LageFlur: 1, Flurstück: 200/2                          |              |         | 813085 DDB |
| weitere Bilder                        | Rathaus, ehemalige Johanniterkomturei           | Amthof LageFlur: 1, Flurstück: 200/2                            |              |         | 813768 DDB |
| Bild gesucht BW                       |                                                 | Bahnhofstraße 29 LageFlur: 1, Flurstück: 286/2                  |              |         | 813083 DDB |
| Bild gesucht BW                       | Ehemaliger Bahnhof Grebenau                     | Bahnhofstraße 33 LageFlur: 1, Flurstück: 289/4                  |              |         | 813765 DDB |
| Bild gesucht BW                       |                                                 | Borngasse 4 LageFlur: 1, Flurstück: 188/3                       |              |         | 813082 DDB |
| Borngasse 8                           |                                                 | Borngasse 8 LageFlur: 1, Flurstück: 201                         |              |         | 813802 DDB |
| Bild gesucht BW                       |                                                 | Borngasse 21 LageFlur: 1, Flurstück: 93/5                       |              |         | 813107 DDB |
| Hersfelder Tor 14                     |                                                 | Hersfelder Tor 14 LageFlur: 1, Flurstück: 137/2                 |              |         | 813764 DDB |
| Jagdschirm                            | Jagdschirm                                      | Im Schwarzenbachsgrund LageFlur: 11, Flurstück: 4               |              |         | 813770 DDB |
| Bild gesucht BW                       | Brücke über die Jossa                           | Im Wingegrund LageFlur: 7, Flurstück: 112                       |              |         | 938652 DDB |
| weitere Bilder                        | Jüdischer Friedhof                              | In der Vollenbach LageFlur: 8, Flurstück: 20                    |              |         | 938653 DDB |
| Eisenbahnbrücke (Lauterbacher Straße) | Eisenbahnbrücke (Lauterbacher Straße)           | Lauterbacher Straße LageFlur: 1, Flurstück: 377/1               |              |         | 813912 DDB |
| Eisenbahnbrücke (Schlitzer Straße)    | Eisenbahnbrücke (Schlitzer Straße)              | Lauterbacher Straße LageFlur: 1, Flurstück: 377/1               |              |         | 813174 DDB |
| Bild gesucht BW                       | Ehemaliges Forstamt Grebenau                    | Lauterbacher Straße 11 LageFlur: 1, Flurstück: 225/1            |              |         | 813763 DDB |
| Marktplatz 3                          |                                                 | Marktplatz 3 LageFlur: 1, Flurstück: 115/4                      |              |         | 813078 DDB |
| Marktplatz 4                          | „Altes Rathaus“                                 | Marktplatz 4 LageFlur: 1, Flurstück: 115/3                      |              |         | 813759 DDB |
| Marktplatz 6                          |                                                 | Marktplatz 5, Marktplatz 6 LageFlur: 1, Flurstück: 120/2, 121/1 |              |         | 813079 DDB |
| Marktplatz 7                          |                                                 | Marktplatz 7 LageFlur: 1, Flurstück: 130/2                      |              |         | 813760 DDB |
| Bild gesucht BW                       |                                                 | Marktplatz 9 LageFlur: 1, Flurstück: 185/1                      |              |         | 813761 DDB |
| Bild gesucht BW                       |                                                 | Marktplatz 12 LageFlur: 1, Flurstück: 110/8                     |              |         | 813762 DDB |
| weitere Bilder                        | Evangelische Kirche                             | Pfarrgasse 3 LageFlur: 1, Flurstück: 129/1                      |              |         | 813086 DDB |

### Reimenrod
| Bild            | Bezeichnung | Lage                                          | Beschreibung | Bauzeit | Objekt-Nr. |
| --------------- | ----------- | --------------------------------------------- | ------------ | ------- | ---------- |
| Alter Weg 1     |             | Alter Weg 1 LageFlur: 1, Flurstück: 12/1      |              |         | 938731 DDB |
| Bild gesucht BW | Viehwaage   | Alter Weg 2 LageFlur: 1, Flurstück: 15/1      |              |         | 813883 DDB |
| Bild gesucht BW |             | Alter Weg 12 LageFlur: 1, Flurstück: 17/2     |              |         | 813884 DDB |
| Bild gesucht BW |             | Eifaer Straße 22 LageFlur: 1, Flurstück: 58/1 |              |         | 938732 DDB |
| Bild gesucht BW |             | Eifaer Straße 26 LageFlur: 1, Flurstück: 60/2 |              |         | 938733 DDB |
| Bild gesucht BW |             | Eifaer Straße 32 LageFlur: 1, Flurstück: 67/1 |              |         | 813882 DDB |

### Schwarz
| Bild                        | Bezeichnung                                               | Lage                                                 | Beschreibung           | Bauzeit | Objekt-Nr. |
| --------------------------- | --------------------------------------------------------- | ---------------------------------------------------- | ---------------------- | ------- | ---------- |
| Bild gesucht BW             | Ehemalige Schule                                          | Alsfelder Straße 19 LageFlur: 1, Flurstück: 51/8     |                        |         | 813816 DDB |
| Bild gesucht BW             | Pfarrhaus                                                 | Alsfelder Straße 56 LageFlur: 1, Flurstück: 83/2     |                        |         | 938734 DDB |
| Bild gesucht BW             | Ehemaliges Feuerwehrgerätehaus                            | Am Backhaus 3 LageFlur: 1, Flurstück: 193/3          |                        |         | 938735 DDB |
| Bild gesucht BW             | Backhaus                                                  | Am Backhaus 3A LageFlur: 1, Flurstück: 193/3         |                        |         | 813116 DDB |
| Bild gesucht BW             | Keudel- oder Poschgrundhütte                              | Poschgrund LageFlur: 22, Flurstück: 2                | Sogenannte Eifa-Quelle |         | 938737 DDB |
| Evangelische Kirche Schwarz | Evangelische Kirche mit Kirchhof und Gefallenendenkmälern | Rainröder Weg 3 LageFlur: 1, Flurstück: 103, 104/1   |                        |         | 813117 DDB |
| Bild gesucht BW             |                                                           | Sängerberg 1 LageFlur: 1, Flurstück: 250             |                        |         | 938738 DDB |
| Bild gesucht BW             | Ehemaliger Bahnhof Schwarz                                | Sängerberg 10 LageFlur: 1, Flurstück: 356/6          |                        |         | 813817 DDB |
| Bild gesucht BW             | Auerhahnsteine                                            | Strut, Ziegentanne LageFlur: 15, 16, Flurstück: 1, 2 |                        |         | 938736 DDB |

### Udenhausen
| Bild                 | Bezeichnung            | Lage                                              | Beschreibung | Bauzeit | Objekt-Nr. |
| -------------------- | ---------------------- | ------------------------------------------------- | ------------ | ------- | ---------- |
| Bild gesucht BW      | Sogenannte „Hügelburg“ | Auf der Tonkaute LageFlur: 17, Flurstück: 2       |              |         | 938739 DDB |
| Bild gesucht BW      | Ehemaliges Forsthaus   | Forsthausstraße 8 LageFlur: 1, Flurstück: 40/1    |              |         | 813173 DDB |
| weitere Bilder       | Evangelische Kirche    | Kirchstraße 4 LageFlur: 1, Flurstück: 9           |              |         | 813749 DDB |
| Ehemaliges Pfarrhaus | Ehemaliges Pfarrhaus   | Kirchstraße 7 LageFlur: 1, Flurstück: 4/1         |              |         | 813101 DDB |
| Bild gesucht BW      |                        | Riegelbachstraße 10 LageFlur: 1, Flurstück: 73/1  |              |         | 813796 DDB |
| Bild gesucht BW      |                        | Riegelbachstraße 14 LageFlur: 1, Flurstück: 138/1 |              |         | 813103 DDB |
| Bild gesucht BW      |                        | Schwarzer Straße 2 LageFlur: 1, Flurstück: 27     |              |         | 813793 DDB |
| Bild gesucht BW      |                        | Werngeser Straße 7 LageFlur: 1, Flurstück: 25, 26 |              |         | 813795 DDB |
| Bild gesucht BW      |                        | Werngeser Straße 27 LageFlur: 1, Flurstück: 47/6  |              |         | 813794 DDB |
| Bild gesucht BW      | Ehemalige Dorfmühle    | Werngeser Straße 32 LageFlur: 1, Flurstück: 49/3  |              |         | 813792 DDB |

### Wallersdorf
| Bild            | Bezeichnung                           | Lage                                              | Beschreibung | Bauzeit | Objekt-Nr. |
| --------------- | ------------------------------------- | ------------------------------------------------- | ------------ | ------- | ---------- |
| Bild gesucht BW | Ehemalige Schuchardsmühle             | Biebener Weg 14 LageFlur: 1, Flurstück: 187/2     |              |         | 813106 DDB |
| Bild gesucht BW | Gefallenendenkmal                     | Hersfelder Straße LageFlur: 1, Flurstück: 184/11  |              |         | 813091 DDB |
| Bild gesucht BW |                                       | Hersfelder Straße 21 LageFlur: 1, Flurstück: 24/1 |              |         | 938740 DDB |
| Bild gesucht BW | Ehemaliges Hirtenhaus                 | Hirtenweg 6 LageFlur: 1, Flurstück: 10/1          |              |         | 813136 DDB |
| Bild gesucht BW | Auszugshaus der ehemaligen Rasenmühle | Hirtenweg 8 LageFlur: 1, Flurstück: 13/1          |              |         | 813846 DDB |